# Follow Me Around
Follow Me Around é uma canção da banda de rock inglesa Radiohead, lançada em primeiro de novembro de 2021 como o segundo single de seu álbum de coletânea Kid A Mnesia. A música conta com a participação do cantor Thom Yorke no violão, e a letra expressa paranoia e pavor.
O Radiohead gravou o Follow Me Around durante as sessões conjuntas do quarto e quinto álbuns de estúdio da banda, Kid A (em 2000) e Amnesiac (em 2001), mas não foi lançado até 2021. Foi acompanhado por um videoclipe estrelado por Guy Pearce.

## A música
"Follow Me Around" apresenta uma performance solo de Thom Yorke no violão, com um refrão "elevado". A letra expressa paranóia e medo, e faz referência a Margaret Thatcher. As versões anteriores faziam referência a Tony Blair. O AV Club descreveu "Follow Me Around" como talvez a canção pop mais simples que o Radiohead já lançou, comparando-a a Eddie Vedder. A Rolling Stone disse que era uma das canções mais sombrias de Yorke.

## História
"Follow Me Around" apareceu pela primeira vez no documentário de 1998, o Meeting People Is Easy, que inclui uma performance gravada durante uma passagem de som . Depois que o Radiohead a apresentou em um show em Toronto em 2000, os fãs criaram um site exigindo seu lançamento. As gravações piratas circularam online e a música se tornou a favorita dos fãs.
O Radiohead gravou "Follow Me Around" durante as sessões de seus álbuns Kid A (em 2000) e Amnesiac (em 2001). Em um diário online escrito durante as sessões, o guitarrista Ed O'Brien escreveu que a banda queria abordar o assunto de uma nova maneira, em vez de "cair em velhos hábitos". Os críticos presumiram que o álbum não foi lançado porque era muito convencional e não se encaixava no estilo experimental dos álbuns. Nos anos seguintes, Yorke tocou-a ocasionalmente com o Radiohead, em apresentações solo, e com seu projeto paralelo Atoms for Peace. Ele e o guitarrista do Radiohead, Jonny Greenwood, fizeram uma versão rearranjada em 2017.

## Lançamento
O Radiohead lançou "Follow Me Around" na coletânea de 2021, o Kid A Mnesia. Foi lançado como segundo single em primeiro de novembro. Um dia antes do lançamento, o Radiohead carregou um clipe de alta qualidade da performance de Meeting People is Easy em seu canal do YouTube.

## Videoclipe
O videoclipe de "Follow Me Around" apresenta o ator Guy Pearce sendo perseguido por uma câmera de drone. Foi dirigido por Us, uma dupla de diretores composta por Chris Barrett e Luke Taylor. Pearce disse que o vídeo foi gravado algumas semanas antes do lançamento.

## Recepção
Várias publicações celebraram o lançamento de um favorito dos fãs há muito aguardado, incluindo o Rolling Stone,The Fader, Uproxx e NME. O The Times escreveu que era o melhor conteúdo bônus do Kid A Mnesia e o descreveu como "uma música brilhante feita na hora errada, por uma banda que havia seguido em frente e que, eventualmente, levou muitos fãs com eles também. Porque Kid A não era apenas música pop; era sobre educar os fãs sobre o que a música pop poderia ser."

## Produção

### Radiohead
- Colin Greenwood
- Jonny Greenwood
- Ed O'Brien
- Philip Selway
- Thom Yorke

### Produção adicional
- Nigel Godrich – produção, engenharia, mixagem
- Gerard Navarro – assistência de produção, engenharia adicional
- Graeme Stewart – engenharia adicional